# Стивен-Чарльз Джаффе
Стивен-Чарльз Джаффе (англ. Steven-Charles Jaffe) (род. в 1951) — американский кинопродюсер, режиссёр и сценарист, известный по работе над такими фильмами, как «Адский мотель» (1980), «Почти полная тьма» (1987), «Странные дни» (1995) и номинированный на «Лучший фильм» романтический фэнтези-фильм «Привидение». Он давний друг и сотрудник режиссёров Николаса Мейера и Кэтрин Бигелоу, и работал с ними в таких фильмах, как «Путешествие в машине времени» (1979), «Звёздный путь VI: Неоткрытая страна» (1991), и «К-19» (2002). Он является членом Академии кинематографических искусств и наук.

## Жизнь и карьера
Джаффе родился и вырос в штате Нью-Йорк, в семье Херба Джаффе, успешного литературного агента, клиентами которого были Марио Пьюзо, Пэдди Чаефски, Ирвин Шоу и Маргарет Бурк-Уайт. В раннем возрасте он хотел стать новеллистом, а затем архитектором. Его отец вошёл в киноиндустрию, когда Джаффе учился в старшей школе, и стал руководителем United Artists после продажи своего агентства ICM Partners.
Во время учёбы в Университете Южной Калифорнии для изучения лингвистики, Джаффе проявил живой интерес к иностранным фильмам таких режиссёров, как Франсуа Трюффо, Акира Куросава и Микеланджело Антониони. Его первая работа в индустрии появилась, когда он участвовал в создании закулисного документального фильма о получившем признание критиков драматическом фильме 1972 года «Жирный город» через продюсера Рэя Старка, который учредил стипендию в Университете Южной Калифорнии на имя своего сына. Старк предложил рекламный фильм, в котором закулисные кадры будут чередоваться с кадрами реальных боксёров, на которых основан фильм. Во время производства Джаффе тесно сотрудничал с режиссёром Джоном Хьюстоном.
На грани призыва в армию, до конца учёбы в которой остался всего один семестр, Джаффе прилетел в Амстердам, где пробыл год. Там он работал помощником режиссёра в фильме «Продолжительность жизни» и личным помощником его режиссёра Александра Уайтлоу. Его отец, оставив свою позицию в United Artists, убедил Джаффе присоединиться к нему в Испании для съёмок фильма «Ветер и лев» после первоначального отказа, чтобы избежать обвинений в непотизме.
Джаффе был ассоциированным продюсером фильма ужасов 1977 года «Потомство демона», который он сонаписал со своим братом Робертом и сопродюсировал с его отцом Хербом. Он написал и продюсировал фильм «Адский мотель» с Робертом в 1980 году.
Джефф сформировал долгосрочные сотрудничества с режиссёрами Николасом Мейером и Кэтрин Бигелоу, выступая режиссёром второго плана и продюсером таких фильмов, как «Путешествие в машине времени», «Звёздный путь VI: Неоткрытая страна», и «Странные дни». Он был исполнительным продюсером фильма 1990 года «Привидение», который получил премию «Оскар» за лучший оригинальный сценарий и был номинирован за лучший фильм.
В 2008 году он вместе с продюсерами Гаухаром Нуртасом и Кевином Фу основал независимую продюсерскую компанию Helix Films. Он написал, продюсировал и снял документальный фильм «Гэхан Уилсон: Рождённый мёртвым, по-прежнему странный», основанный на жизни одноимённого карикатуриста.

## Фильмография
| Год  | Фильм                                                 | Про. | Реж.        | Сце. | Другое | Заметки                                         |    |                    |
| ---- | ----------------------------------------------------- | ---- | ----------- | ---- | ------ | ----------------------------------------------- | -- | ------------------ |
| Год  | Фильм                                                 | 1975 | Ветер и лев |      |        |                                                 | Да | Помощник продюсера |
| 1977 | Потомство демона                                      | Да   |             |      |        | Ассоциированный продюсер                        |    |                    |
| 1978 | Кто остановит дождь                                   |      |             |      | Да     | Менеджер локации                                |    |                    |
| 1979 | Путешествие в машине времени                          | Да   | Да          |      |        | Ассоциированный продюсер Режиссёр второго плана |    |                    |
| 1980 | Адский мотель                                         | Да   |             | Да   |        |                                                 |    |                    |
| 1980 | Те губы, те глаза                                     | Да   |             |      |        |                                                 |    |                    |
| 1983 | Скарабей                                              |      | Да          | Да   |        |                                                 |    |                    |
| 1983 | На следующий день                                     |      | Да          |      |        | Режиссёр второго плана                          |    |                    |
| 1985 | Плоть и кровь                                         |      | Да          |      |        | Режиссёр второго плана                          |    |                    |
| 1985 | Ремо Уильямс: Приключение начинается                  | Да   |             |      |        | Исполнительный продюсер                         |    |                    |
| 1987 | Почти полная тьма                                     | Да   |             |      |        |                                                 |    |                    |
| 1988 | Простая одежда                                        | Да   |             |      |        | Исполнительный продюсер                         |    |                    |
| 1989 | Муха II                                               | Да   |             |      |        |                                                 |    |                    |
| 1990 | Привидение                                            | Да   | Да          |      |        | Исполнительный продюсер Режиссёр второго плана  |    |                    |
| 1991 | Дело фирмы                                            | Да   | Да          |      |        | Режиссёр второго плана                          |    |                    |
| 1991 | Звёздный путь VI: Неоткрытая страна                   | Да   | Да          |      |        | Режиссёр второго плана                          |    |                    |
| 1995 | Странные дни                                          | Да   | Да          |      |        | Режиссёр второго плана                          |    |                    |
| 1997 | Информатор                                            | Да   |             |      |        | Исполнительный продюсер                         |    |                    |
| 2000 | Вес воды                                              | Да   |             |      |        | Исполнительный продюсер                         |    |                    |
| 2002 | К-19                                                  | Да   |             |      |        | Co-продюсер                                     |    |                    |
| 2008 | Это была тёмная и глупая ночь                         | Да   | Да          |      |        |                                                 |    |                    |
| 2013 | Гэхан Уилсон: Рождённый мёртвым, по-прежнему странный | Да   | Да          | Да   |        |                                                 |    |                    |